# Shroud Cay (ö i Bahamas)
Shroud Cay är en ö i Bahamas.   Den ligger i distriktet Black Point District, i den sydöstra delen av landet, 80 km sydost om huvudstaden Nassau. Arean är 7,8 kvadratkilometer.
Terrängen på Shroud Cay är mycket platt. Öns högsta punkt är 14 meter över havet. Den sträcker sig 5,5 kilometer i nord-sydlig riktning, och 3,6 kilometer i öst-västlig riktning.